# Halfmoon (Nowy Jork)
Halfmoon – miasto w Stanach Zjednoczonych, w stanie Nowy Jork, w hrabstwie Saratoga.